# ゆざわジオパーク
ゆざわジオパークは、2012年9月に日本ジオパーク委員会の認定を受けた日本ジオパーク の一つで、秋田県南東部に存する湯沢市全域を活動拠点としている。ゆざわジオパークを特徴づけるものとして「酒造文化」と「温泉」が挙げられる。

## 酒造文化
東北の灘と称されるゆざわジオパークの酒造文化には3つの地質由来の資源が関係している。1つ目は「銀」である。ゆざわジオパークのジオサイトの一つである院内銀山 (現在は閉鉱) には、かつての火山活動により生成された銀鉱脈がある。銀採掘のための坑夫が集まり、酒の大きな需要元になったという 。2つ目は豊富な「水」である。ゆざわジオパーク特有の豪雪は湧水を産出し、酒や酒米生産に大きな役割を果たした。3つ目が「凝灰岩」である。かつての火山噴火で形成された院内凝灰岩(院内石)は、軽石や間隙を多く含み断熱性に優れており、こうした性質が酒蔵の壁材に適したため積極的に活用された歴史を持つ。

## 温泉
泥湯温泉・小安峡温泉・秋ノ宮温泉郷を有するゆざわジオパークには豊富な地熱資源があるが、これはかつて活発な火山噴火を引き起こしていたマグマによるものと考えられている。マグマは地球内部で岩石が融けることにより生成されるが、湯沢の地下のマグマは何らかの影響で噴火をやめ、地下に滞ったまま地熱として周囲を温め続けている。小安峡大噴湯や川原毛地獄など、豊富な地熱を目で見て感じることができる観光スポットもある。
地熱資源を発電力として活用する試みがなされており、その代表格としては上の岱地熱発電所・山葵沢地熱発電所がある。